# Юбилейный (спортивный комплекс, Санкт-Петербург)
«Юбилейный» — спортивный комплекс в Санкт-Петербурге, на Петроградской стороне (проспект Добролюбова, 18) рядом со стадионом «Петровский» и станцией метро «Спортивная».
Построен в 1965-1967 годах (первоначально — Дворец спорта ленинградских профсоюзов «Юбилейный»), своё название получил в честь 50-летия Советской власти. Домашняя арена ХК «Динамо Санкт-Петербург», БК «Зенит» (главная арена), МХК «Динамо Санкт-Петербург» (малая арена).

## История здания
До 1960-х годов территорию (на месте засыпанной в начале XX века протоки между Пеньковым буяном и Петроградской стороной) занимал городской питомник растений.
Комплекс построен по проекту инженера А. П. Морозова (а также Н. Задвина, Л. Москалёвой, Г. СТолбовой, И. Бариновой, Г. Минченковой, А. Бабченок, Н. Лаптевой, Е. Кузьминой), архитекторов Г. П. Морозова, И. П. Сусликова, А. Л. Левханьян, Ф. Н. Яковлева. За этот проект коллектив удостоен Государственной премии СССР за 1971 год (в первую очередь за новаторство, здание, первое в СССР сооружение с вантовой конструкцией перекрытия, было номинировано и в разделе науки, и в разделе техники: перекрытие шириной 93 метра сделано без дополнительных опор конструкцией типа «велосипедное колесо», кровля держится на системе металлических тросов, натянутых между внутренним стальным кольцом и внешним, закреплённым на пилонах, и образующих систему взаимно пересекающихся параболоидов).
Для возможности осуществления постройки к 50-тилетию Революции вокруг будущего здания проложили трёхрядный рельсовый путь для 8 одновременно работавших кранов; 48 опор были поставлены стандартными кранами, для монтажа вантовых тросов краны были модифицированы (стрелу нарастили, а башню повысили; это дало небольшую грузоподъёмность, но больший вынос). До того, как тросы были натянуты, центральное кольцо держалось на временной металлической башне. Остекление монтировалось в готовые стеклопакеты на заводе — впервые в ленинградской практике.
Центральное здание комплекса — круглое в плане, диаметром 94 м и высотой 22 м («широкий и низкий цилиндр»). По застеклённой окружности ротонды равномерно расставлены пилоны, сверху объединённые широкой полосой; это похоже на традиционную колоннаду. Бетонные облицовочные плиты обмазаны жидким цементом.
При открытии спортсмены отмечали качество льда, который не таял даже при полном зале зрителей, зрители отмечали комфортную температуру и хорошую видимость, работники телевидения остались довольны освещением и трансляционной техникой.
К чемпионату мира по хоккею 2000 года была проведена реконструкция. Ротонда была остеклена бронзированным стеклом, был построен второй тренировочный каток и прочие вспомогательные постройки (таким образом, незавершённая идея ландшафтного обрамления окончательно не была реализована, пространство оказалось загромождено).

## Общая информация
Имеются Большой и Малый вспомогательные корпуса (Малая арена и Тренировочный каток) и Детский каток (всего 4 ледовые площадки). Тренировочный корпус прямоугольный, с наклонными стенами, высотой в 8 метров; и основное, и тренировочное здание были сделаны ниже, чем это было изначально запроектировано, по требованию градостроительного совета.
На главной и малой аренах проходят как спортивные состязания, так и театрализованные представления, концерты и выставки.
В составе комплекса действует крытый каток для публики, проводятся массовые катания на коньках, а также занятия различными видами спорта и спортивными танцами.
4 — 8 февраля 1970 года в стенах дворца проходил чемпионат Европы по фигурному катанию и спортивным танцам на льду (второй чемпионат, проведенный в Санкт-Петербурге — Ленинграде, первый проводился в 1908 году).
6 октября 1991 года во время концерта в ДС «Юбилейный» был убит поэт и композитор Игорь Тальков. В 1992 году у входа во дворец спорта была установлена мемориальная доска.
В 2008 году завершена замена кресел на Главной арене, вместимость достигла 7012 зрителей.
В мае 2016 года здесь прошёл 80-й чемпионат мира по хоккею с шайбой.
В октябре (23-29 числа) 2017 года здесь прошёл киберспортивный турнир по Counter-Strike: Global Offensive — EPICENTER, в котором победу одержала команда SK Gaming.
В декабре 2017 года прошёл Чемпионат России по фигурному катанию на коньках.
В «Юбилейном» также проводятся масштабные концерты. В разные годы в нём выступали Алёна Апина и рок-группы «Алиса», «Пилот» и «Король и Шут» (с 1999 по 2013 год).

## Руководители
- Зеленский Александр Михайлович, директор (1967—1971)[15]
- сведения подлежат уточнению, директор (1971—1973)
- сведения подлежат уточнению, директор (1973—1974)
- Толстихин Петр Тимофеевич, директор (1974—1979)
- Закревский Алексей Федорович, директор, генеральный директор (1979—2004)[16]
- Евстрахин Александр Александрович, генеральный директор (2004—2014)[17]
- Шантырь Антон Игоревич, генеральный директор (2014−2020)
- Назарова Наталья Юрьевна, генеральный директор (с 2020)

## Галерея

СК «Юбилейный»
Строительство спорткомплекса (1960-е)
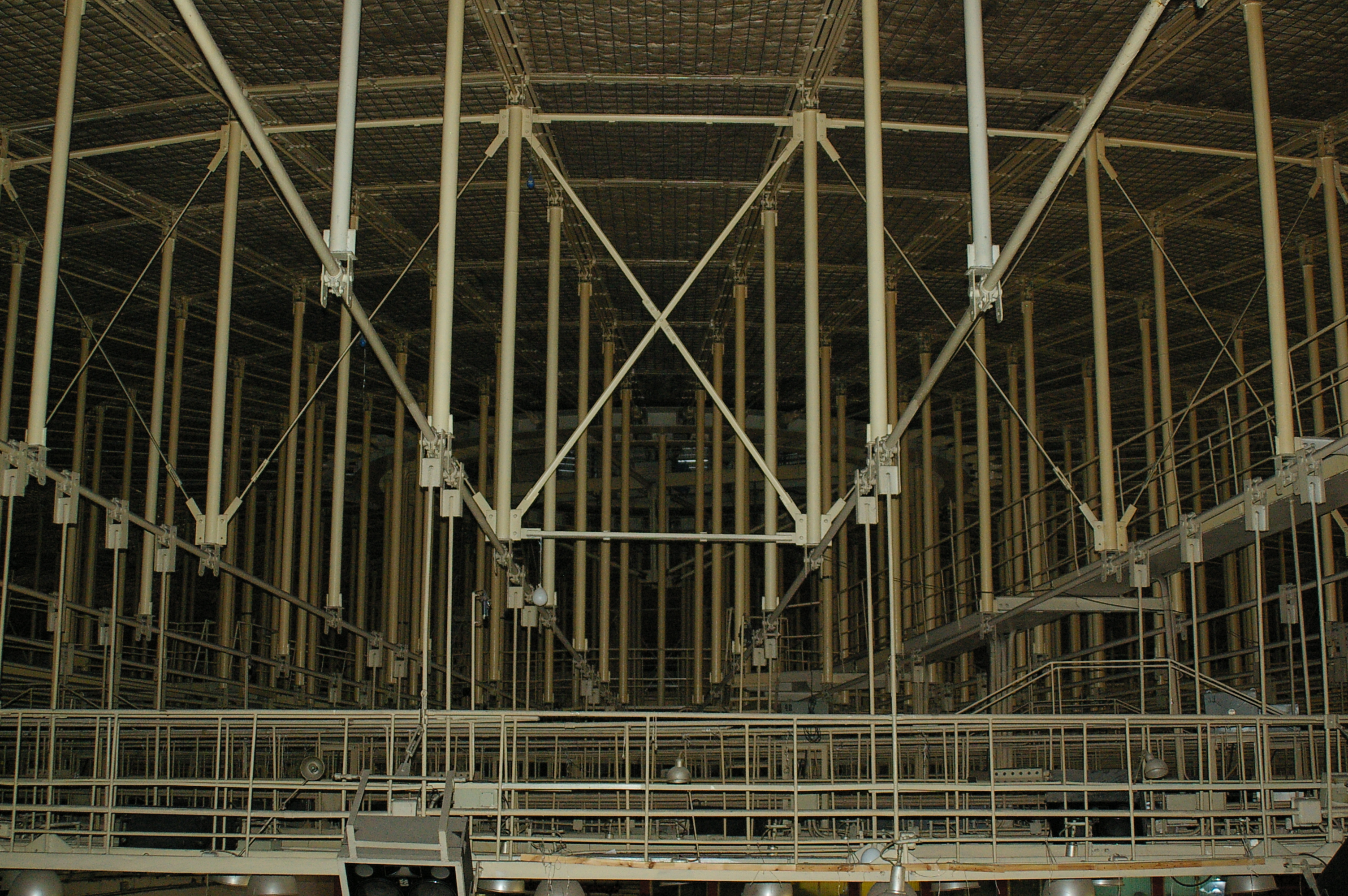
Вантовая конструкция и технический потолок Главной арены СК «Юбилейный»
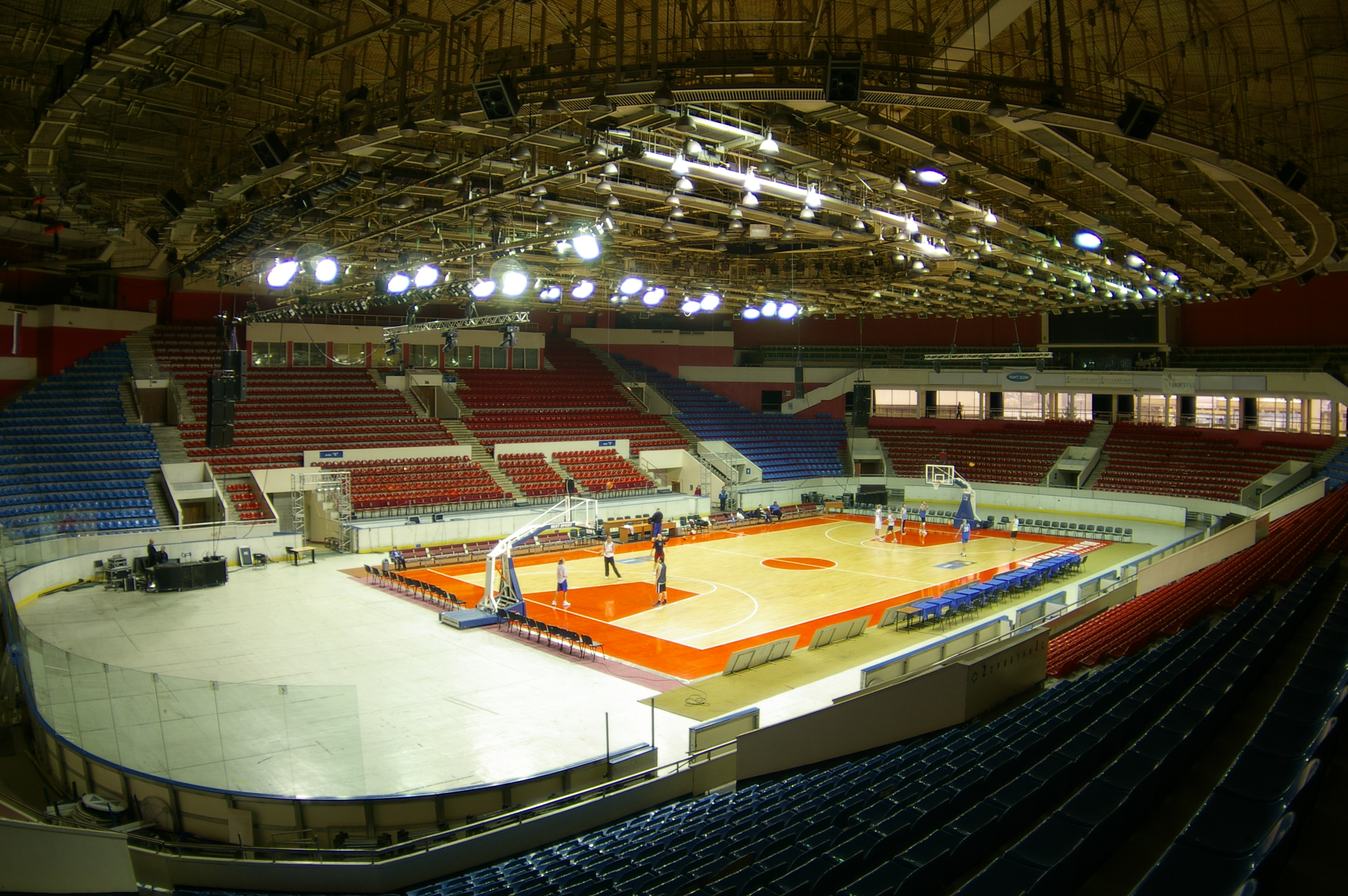
Главная арена, вид на спортивную площадку
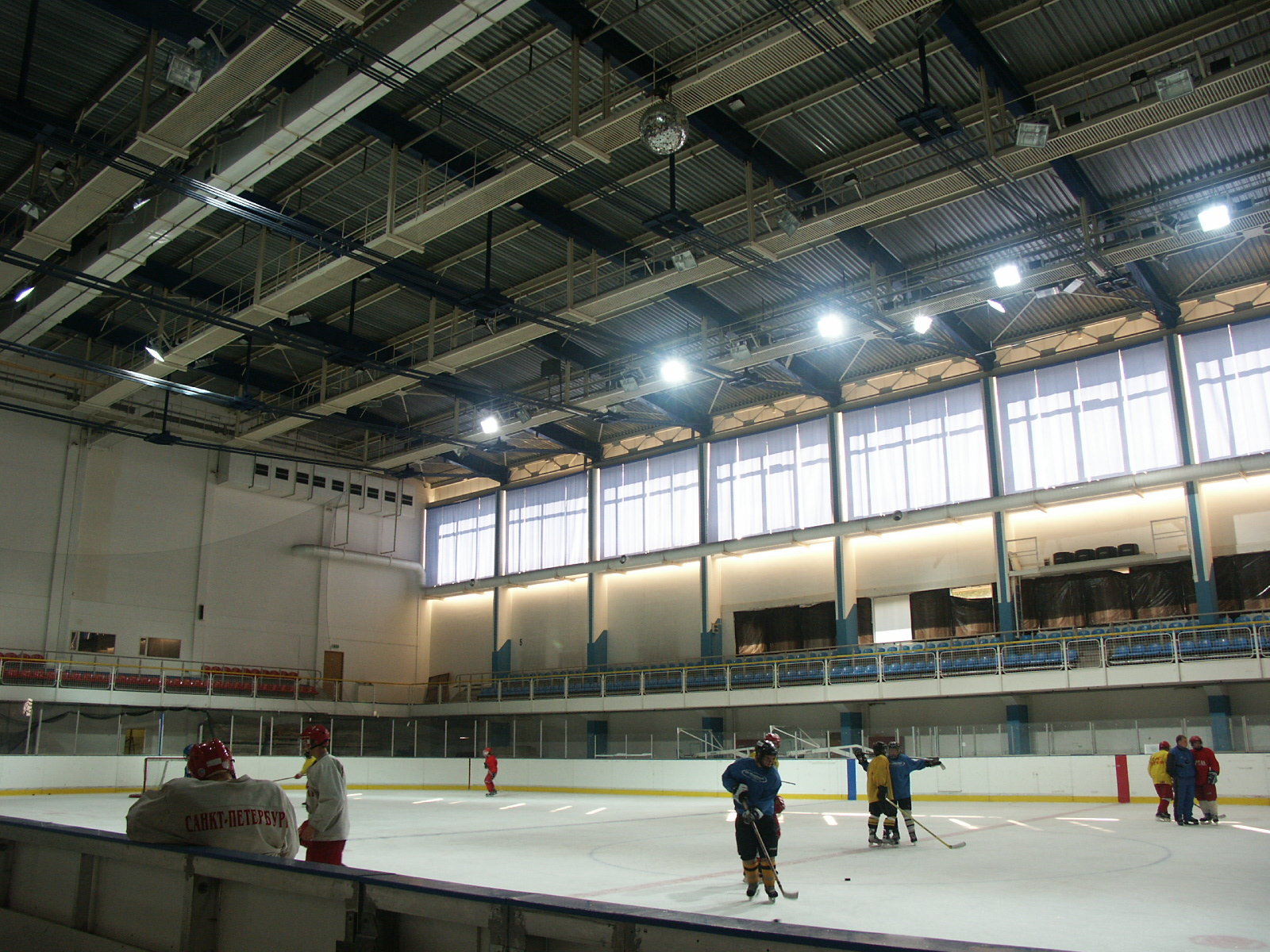
Малая арена, вид на спортивную площадку
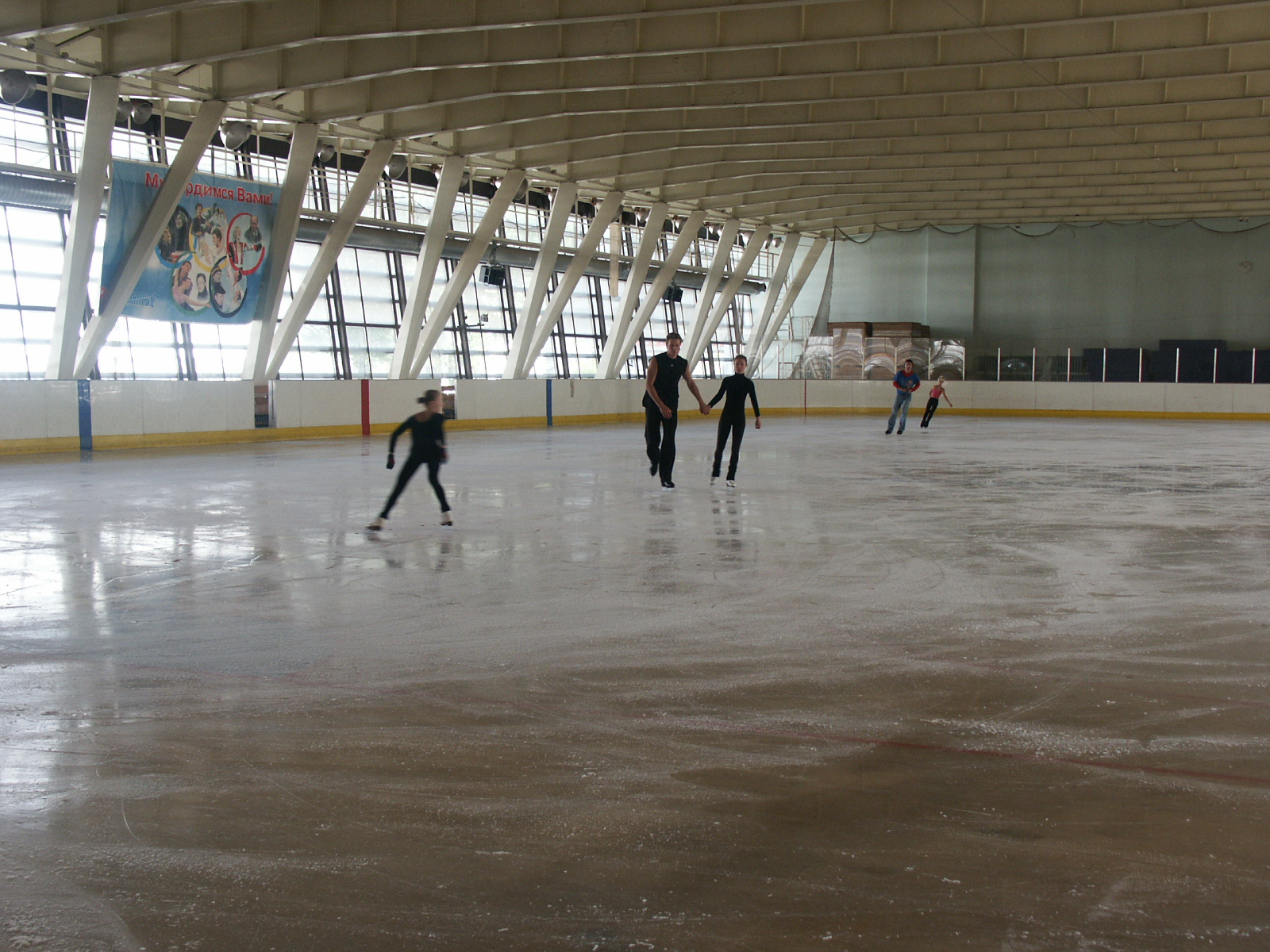
Тренировочный каток, вид на ледовую площадку
Мемориальная доска на стене СК «Юбилейный», посвящённая Игорю Талькову
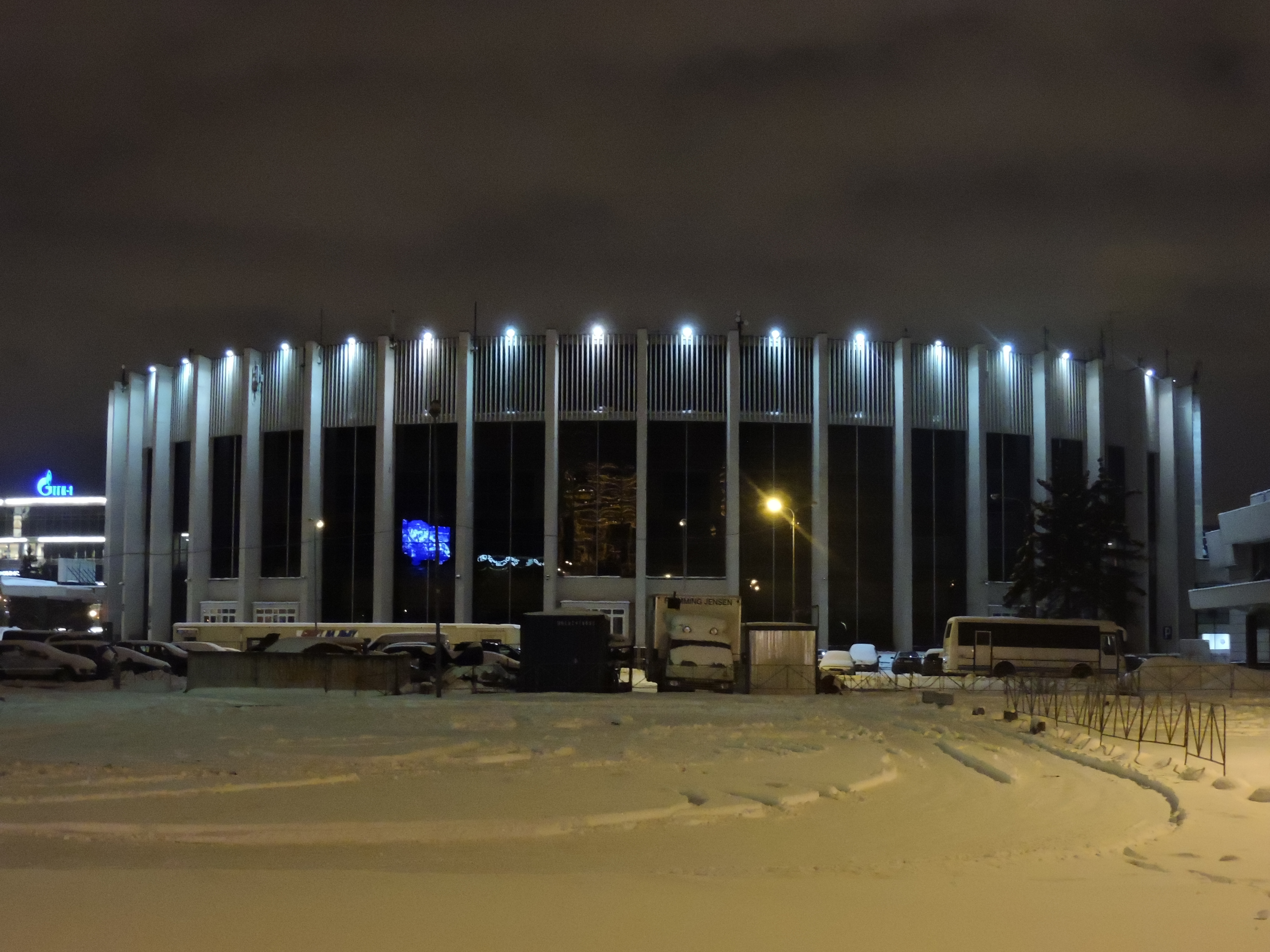
Вечернее освещение